# イラリア・スピリト
イラリア・スピリト（Ilaria Spirito、1994年2月20日 - ）は、イタリアの女子バレーボール選手。イタリア代表。

## 来歴

### クラブチーム
アルビソーラ・スペリオーレ出身。2010年、Unendo Yamamay Busto Arsizioへ入団。2011/12シーズンのイタリアセリエA1で優勝、2013/14シーズンのリーグで準優勝した。2014年、Club Italiaへ加入し2年間プレーした。2016年、再びUnet E-Work Busto Arsizioへ移籍し、正リベロとして活躍した。2018年6月、カザルマッジョーレとの契約を発表し、2018/19シーズンはイタリアセリエA1リーグで6位となった。2020年5月、当時セリエA2所属のアクア&サポーネ・ローマ・バレークラブへの移籍が発表され、セリエA2優勝に貢献した。2021/22シーズンはクーネオ・グランダ・バレーでプレーした。2022年5月、キエーリ'76への移籍が発表され、正リベロとして活躍し2022/23、2023/24シーズンのセリエA1リーグでは5位となった。

### 代表チーム
アンダーカテゴリーの代表として2012年、ジュニア欧州選手権で銅メダルを獲得した。2015年、シニア代表に初選出され、モントルーバレーマスターズに出場した。2016年、レシーバー登録でワールドグランプリに出場した。2018年、ネーションズリーグに出場した。2024年、6年ぶりに代表復帰し、同年5-6月のネーションズリーグに出場した。

## 球歴
- オリンピック - 2024年
- ネーションズリーグ - 2018年、2024年
- ワールドグランプリ - 2016年

## 所属クラブ
- Unendo Yamamay Busto Arsizio（2010-2014年）
- Club Italia（2014-2016年）
- Unet E-Work Busto Arsizio（2016-2018年）
- カザルマッジョーレ（2018-2020年）
- アクア&サポーネ・ローマ・バレークラブ（2020-2021年）
- クーネオ・グランダ・バレー（2021-2022年）
- キエーリ'76（2022年-）